# Ordine della corona del Württemberg
L'Ordine della corona del Württemberg (detto in precedenza Ordine di Sant'Uberto del Württemberg o Ordine dell'Aquila d'oro del Württemberg) fu un ordine cavalleresco del Württemberg.

## Storia

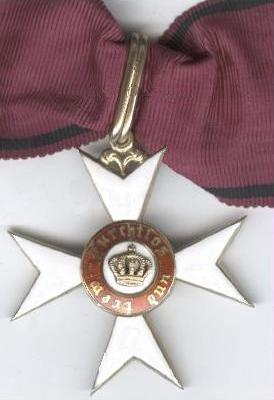
Croce di commendatore

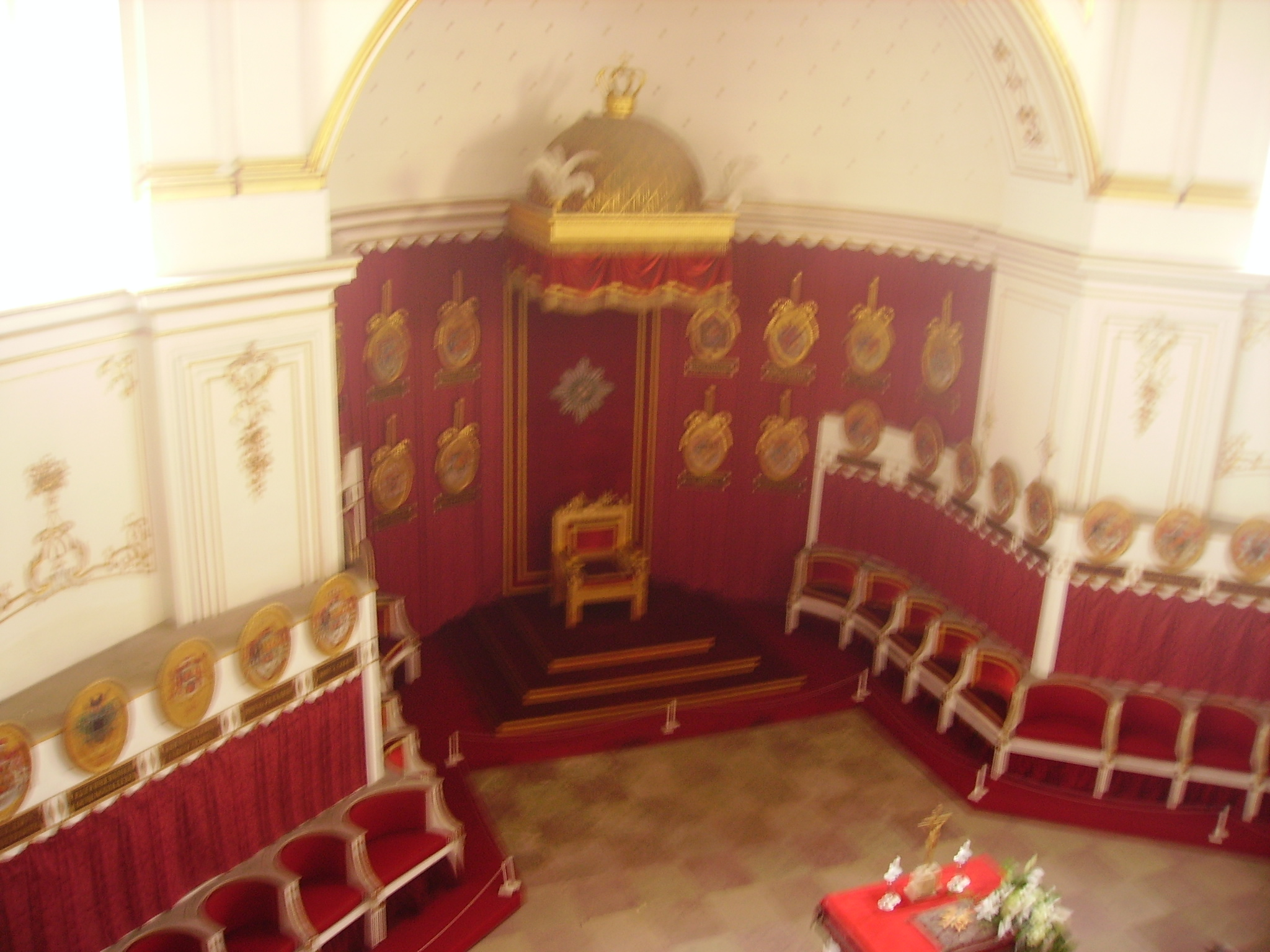
Sala del Trono dove venivano creati i nuovi cavalieri dell'ordine

L'ordine venne fondato nel 1702 col nome di Ordine di Sant'Uberto, ma venne modificato nel 1807 in "Ritterorden vom Goldenen Adler" (Ordine dell'Aquila d'oro) per volere del re Federico I. Il 23 settembre 1818 gli statuti dell'ordine vennero rinnovati con concessioni civili e militari per volere di Guglielmo I che ne mutò il nome in Ordine della corona del Württemberg".

## Classi
Inizialmente l'Ordine disponeva delle tre classi di gran croce, commendatore e cavaliere, che vennero ampliate a partire dal 1918:
- gran croce per sovrani
- gran croce
- commendatore con placca (dal 1889)
- commendatore
- croce d'onore  (dal 1892)
- cavaliere (dal 1864 abilitati a portare la medaglia con corona, dal 1892 abilitati a portare la medaglia con leoni dorati)
- medaglia d'onore d'oro
- medaglia d'onore d'argento (abolita nel 1892)

Il motto dell'ordine era Furchtlos und trew (Temerario e leale). Sino al 1913 le più alte cariche dell'ordine potevano essere ricoperte solo da nobili.
| Nastri             |                         |                         |                        |
| Medaglia d'argento | Medaglia d'oro          | Cavaliere               | Croce d'onore          |
| Commendatore       | Commendatore con Placca | Cavaliere di Gran Croce | Gran Croce per Sovrani |

## Insegne
- La medaglia dell'ordine consisteva in una croce maltese d'oro smaltata di bianco con leoni d'oro ai quattro angoli. Al centro della croce si trovava un medaglione smaltato di bianco al cui centro stava una corona dorata e, attorno, una fascia smaltata di rosso con in oro le lettere del motto dell'ordine, mentre sul retro del medaglione si trovavano le iniziali del fondatore dell'ordine.
- La placca dell'ordine consisteva in una stella ad otto punte con raggi con un medaglione centrale che ricopiava esattamente il diritto delle medaglie. La gran croce dei sovrani stranieri era solitamente d'oro e pietre preziose. Nel 1889, quando vennero creati i commendatori con placca, costoro poterono ottenere una placca a stella a quattro punte con raggi.
- Il nastro dell'ordine era rosso carminio, mentre per i sovrani era rosso scarlatto.